# Muntele Pilat

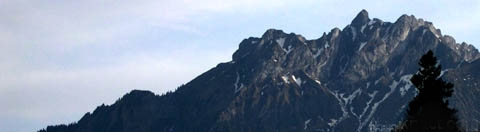
Pilatus

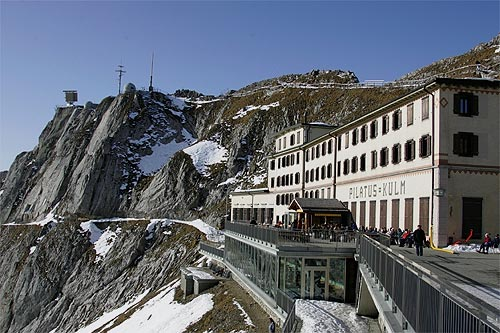
Hotel Pilatus-Kulm

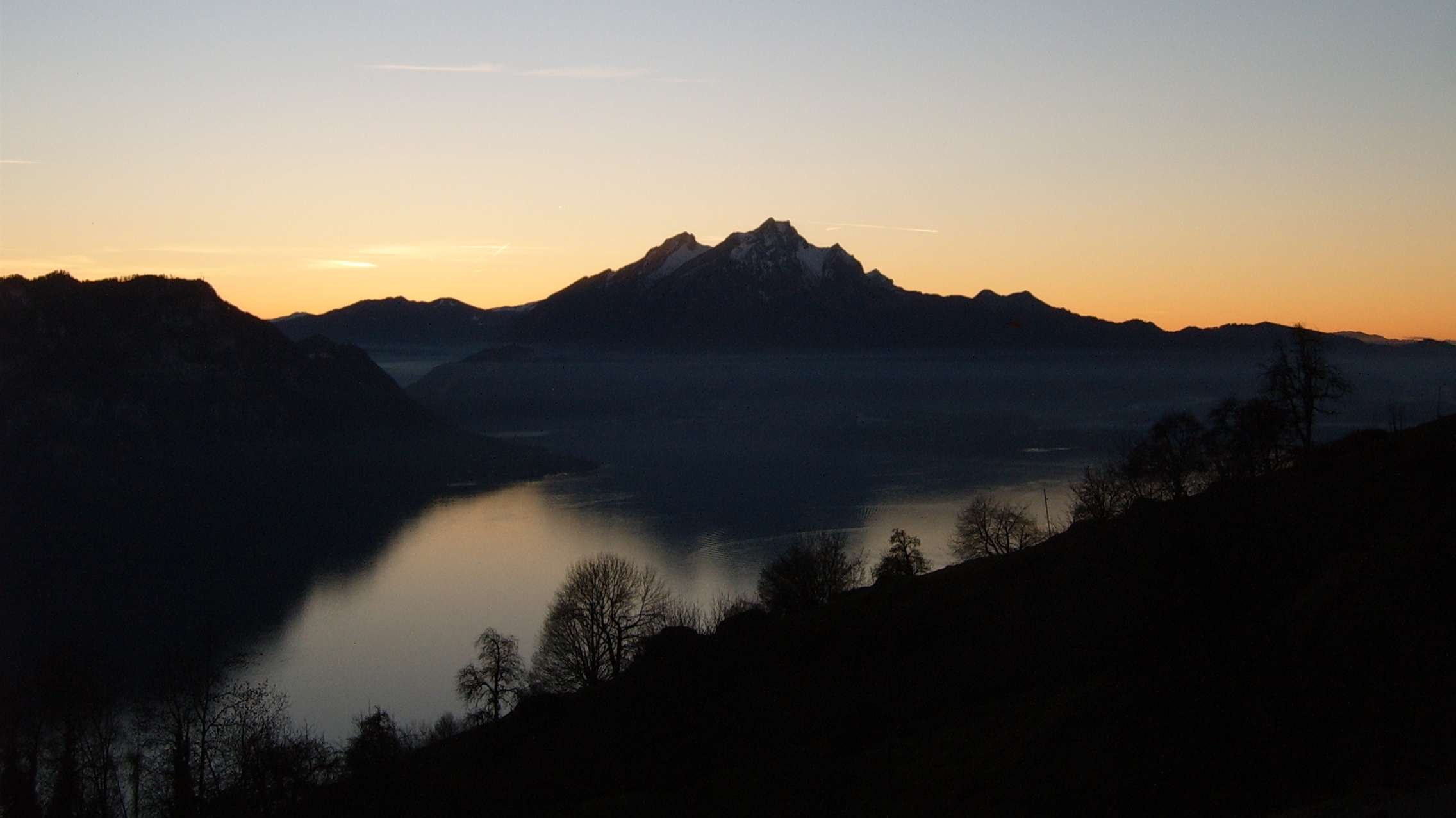
Pilatus și Vierwaldstättersee

Muntele Pilat este un masiv din Alpii Bernezi situat în apropiere de Lucerna, Elveția. 

## Așezare geografică
Muntele este la granița dintre cantoanele Lucerna, Nidwald și Obwalden. Cel mai înalt vârf, Tomlishorn are altitudinea de 2119,9 m deasupra n.m., urmat de vârfurile Esel (2119,9 m), Klimsen (1907 m), Matthorn (2041,3 m) și Widderfeld (2075,2 m). Alte denumiri geografice mai importante sunt Kulm, Oberhaupt (2106 m), Chriesiloch, Fräkmüntegg (1416 m), Krienseregg (1026 m), Chastelendossen (1883 m), Gemsmättli, fostul lac Pilat, Mondmilchloch, Galtigen, Krummhorn (1254 m), Renggpass (886 m), Lopper. La vest se întinde lanțul muntos cu vârfurile  Mittaggüpfi (1916,6 m, sau Gnepfstein) peste Stäfeliflue (1922,2 m) până la  Risetenstock.

## Turism
Muntele Pilat este un punct de atracție pentru turiști, cu Calea Ferată Pilat (PB) care urcă la Alpnach la altitudinea de 2 106 de m. Este o cale ferată cu roată dințată, cu una dintre pantele cele mai mari din lume, înclinarea maximă fiind de 48 %, urmat de calea ferată din Mount Washington, SUA. Din Lucerna se poate urca cu telecabina „Panorama-Gondelbahn” (Kriens-Krienseregg-Fräkmüntegg) și cu telefericul la (Fräkmüntegg-Pilatus).
Sunt posibilități nenumărate de drumeție, excursii cu trenul la Alpnach, excursii cu vaporul, se pot vedea capre negre, lacul Pilat,  sau peștera Mondmilchloch.
Alte atracții turistice sunt panorame fantastice spre Vierwaldstättersee, posibilități de practicare a sporturilor de iarnă, sau alpinism, se pot vedea cele mai lungi tulnice (alphorn) din lume (12 m).
Coordonate: 46° 58' 26" N, 8° 14' 28" O